# 에멜로르트

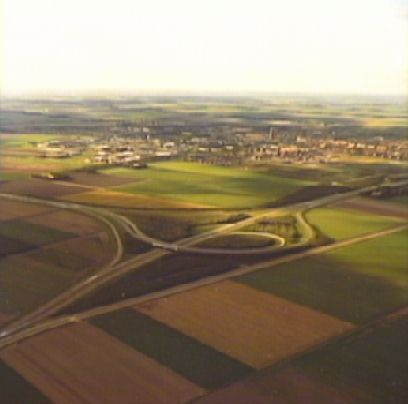

에멜로르트(Emmeloord)는 노르도스트폴더르 중앙부에 있는 읍이자 행정 중심지이다

## 같이 보기
- 위르크
- 자위더르 간척 사업